# Julian Morris
Julian David Morris (Londra, 13 gennaio 1983) è un attore britannico.

## Biografia
Nato a Londra, dove inizia a recitare all'età di tredici anni presso l'Anna Scher Theatre, continuando la sua formazione nei successivi otto anni. Debutta nel 1999 nel film Non per sport... ma per amore, successivamente si fa conoscere partecipando a produzioni televisive e spot pubblicitari e lavorando per tre stagioni con la Royal Shakespeare Company.
Approdato negli Stati Uniti si fa conoscere per il ruolo da protagonista nel film Nickname: Enigmista, per il quale debutta alla regia realizzando un documentario che ripercorre la lavorazione del film. Dopo aver ottenuto una piccola parte in Operazione Valchiria di Bryan Singer e aver recitato nell'horror Patto di sangue, Morris si fa conoscere più che altro per i suoi lavori televisivi: ha interpretato il ruolo del dottor Andrew Wade in E.R. - Medici in prima linea, è stato l'agente Owens in 24 e, tra i suoi ruoli più recenti, vanno ricordati quello del dottor Wren Kingston in Pretty Little Liars, quello del principe Filippo dalla favola de La bella addormentata nel bosco in C'era una volta e quello di Ryan in New Girl, interesse amoroso della protagonista Jess. Nel 2010 ha inoltre preso parte alla serie televisiva dell'ABC My Generation, che però viene cancellata dopo pochi episodi.
È dichiaratamente gay e impegnato in una relazione con il compagno Landon Ross dal 2003.

## Filmografia

### Cinema
- Non per sport... ma per amore (Don't Go Breaking My Heart), regia di Will Patterson (1999)
- Nickname: Enigmista (Cry_Wolf), regia di Jeff Wadlow (2005)
- Whirlygirl, regia di Jim Wilson (2006)
- Donkey Punch, regia di Oliver Blackburn (2008)
- Operazione Valchiria (Valkyrie), regia di Bryan Singer (2008)
- Patto di sangue (Sorority Row), regia di Stewart Hendler (2009)
- Privileged - Giovane e ribelle (Privileged), regia di Jonah Salander (2010)
- Beyond, regia di Josef Rusnak (2012)
- Kelly + Victor, regia di Kieran Evans (2012)
- Something Wicked, regia di Darin Scott (2014)
- Dragonheart 3 - La maledizione dello stregone (Dragonheart 3: The Sorcerer's Curse), regia di Colin Teague (2015)
- The Silent Man (Mark Felt: The Man Who Brought Down the White House), regia di Peter Landesman (2017)
- Viper Club, regia di Maryam Keshavarz (2018)

### Televisione
- The Knock – serie TV, episodi 2x10, 2x11 e 2x13 (1998)
- Kid in the Corner – serie TV, 1 episodio (1999)
- Fish – serie TV, episodio 1x04 (2000)
- Young Arthur, regia di Mikael Salomon – film TV (2002)
- Miss Marple (Agatha Christie's Marple) – serie TV, episodio 1x02 (2004)
- Shark - Giustizia a tutti i costi (Shark) – serie TV, episodio 1x13 (2007)
- Privileged – serie TV, episodio 1x18 (2009)
- Eleventh Hour – serie TV, episodio 1x16 (2009)
- E.R. - Medici in prima linea (ER) – serie TV, 7 episodi (2008-2009)
- 24 – serie TV, 6 episodi (2010)
- Pretty Little Liars – serie TV, 22 episodi (2010-2017)
- My Generation – serie TV, 8 episodi (2010)
- Men at Work – serie TV, episodio 1x01 (2012)
- C'era una volta (Once Upon A Time) – serie TV, 6 episodi (2012-2014)
- Guilty, regia di McG – film TV (2013)
- New Girl – serie TV, 7 episodi (2014-2015)
- Hand of God – serie TV, 20 episodi (2014-2017)
- Man in an Orange Shirt – miniserie TV, 2 episodi (2017)
- Piccole donne (Little Women) – miniserie TV, 3 puntate (2017)
- The Morning Show – serie TV, episodio 1x05 (2019)
- The Good Fight – serie TV, episodio 4x05 (2020)
- Un principe sotto l'albero (A Royal Queens Christmas), regia di Lee Friedlander– film TV (2021)
- The Presence of Love, regia di Maclain Nelson – film TV (2022)

### Videoclip
- Freak like Me - Sugababes (2002)

## Doppiatori italiani
Nelle versioni in italiano delle opere in cui ha recitato, Julian Morris è stato doppiato da:
- Francesco Pezzulli in Dragonheart 3 - La maledizione dello stregone
- Mirko Mazzanti in E.R. - Medici in prima linea
- Lorenzo De Angelis in Nickname: Enigmista
- Flavio Aquilone in Pretty Little Liars
- Nanni Baldini in Patto di sangue
- Marco Vivio in C'era una volta
- Francesco Venditti in Hand of God
- Emiliano Coltorti in New Girl
- Emanuele Ruzza in The Silent Man
- Stefano Brusa in Piccole donne